# Landkreis Emden
| Basisdaten                                          | Basisdaten          |
| --------------------------------------------------- | ------------------- |
| Preußische Provinz                                  | Hannover            |
| Regierungsbezirk                                    | Aurich              |
| Kreisstadt                                          | Emden               |
| Bestandszeitraum                                    | 1885–1932           |
| Fläche                                              | 350,50 km²          |
| Einwohner                                           | 28.177 (1925)       |
| Bevölkerungsdichte                                  | 80 Einw./km² (1925) |
| Gemeinden                                           | 47 (1900) 41 (1932) |
| Kfz-Kennzeichen                                     | I S                 |
| Lage des Landkreises in der Provinz Hannover (1905) |                     |
| Lage des Landkreises in der Provinz Hannover        |                     |

Der Landkreis Emden war ein Landkreis in der preußischen Provinz Hannover. Er umfasste das Emder Umland, nicht jedoch die kreisfreie Stadt Emden selbst. Zum Landkreis gehörten das Gebiet der heutigen Gemeinden Krummhörn und Hinte, ein Großteil des heutigen Emder Stadtgebietes (die Dörfer und ihr Umland wurden 1946 und 1972 nach Emden eingemeindet) sowie die heute zu Moormerland gehörenden Ortschaften Oldersum, Tergast, Rorichum und Gandersum samt ihren Gemarkungen.

## Geschichte
Der Landkreis wurde bei der preußischen Kreisreform 1885 aus dem alten Amt Emden gebildet. Die Stadt Emden blieb als kreisfreie Stadt zwar außerhalb des Landkreises, wurde jedoch Sitz der Kreisverwaltung. 1928 wurden Wolthusen und Borssum in die Stadt Emden eingemeindet. Der Landkreis wurde bei der Kreisreform 1932 aufgelöst. Sieben Gemeinden kamen zum Landkreis Leer, der Großteil zum Landkreis Norden.

## Einwohnerentwicklung
| Jahr      | 1890   | 1900   | 1910   | 1925   |
| --------- | ------ | ------ | ------ | ------ |
| Einwohner | 18.459 | 20.130 | 24.120 | 28.177 |

## Gemeinden
Die folgende Liste enthält die Gemeinden des Landkreises Emden mit den Einwohnerzahlen vom 1. Dezember 1910 sowie alle Eingemeindungen.
| Gemeinde        | Ew. 1910 | Anmerkung                          |
| --------------- | -------- | ---------------------------------- |
| Abbingwehr      | 78       | 1929 nach Loppersum eingemeindet   |
| Borkum          | 3332     | 1932 zum Landkreis Leer            |
| Borssum         | 1220     | 1928 nach Emden eingemeindet       |
| Campen          | 329      |                                    |
| Canhusen        | 130      |                                    |
| Canum           | 188      |                                    |
| Cirkwehrum      | 159      |                                    |
| Eilsum          | 461      |                                    |
| Freepsum        | 304      |                                    |
| Gandersum       | 116      | 1932 zum Landkreis Leer            |
| Greetsiel       | 793      |                                    |
| Grimersum       | 585      |                                    |
| Groothusen      | 450      |                                    |
| Groß Midlum     | 343      |                                    |
| Hamswehrum      | 358      |                                    |
| Harsweg         | 116      |                                    |
| Heiselhusen     | 44       | 1929 nach Campen eingemeindet      |
| Hinte           | 597      |                                    |
| Jarßum          | 213      | 1929 nach Widdelswehr eingemeindet |
| Jennelt         | 235      |                                    |
| Larrelt         | 913      |                                    |
| Logumer Vorwerk | 148      |                                    |
| Loppersum       | 537      |                                    |
| Loquard         | 559      |                                    |
| Manslagt        | 487      |                                    |
| Marienwehr      | 78       | 1929 nach Uphusen eingemeindet     |
| Oldersum        | 1179     | 1932 zum Landkreis Leer            |
| Osterhusen      | 221      |                                    |
| Petkum          | 728      | 1932 zum Landkreis Leer            |
| Pewsum          | 782      |                                    |
| Pilsum          | 610      |                                    |
| Rorichum        | 323      | 1932 zum Landkreis Leer            |
| Rysum           | 675      |                                    |
| Suurhusen       | 514      |                                    |
| Tergast         | 345      | 1932 zum Landkreis Leer            |
| Twixlum         | 348      |                                    |
| Uphusen         | 447      |                                    |
| Upleward        | 317      |                                    |
| Uttum           | 454      |                                    |
| Visquard        | 461      |                                    |
| Westerhusen     | 289      |                                    |
| Widdelswehr     | 191      | 1932 zum Landkreis Leer            |
| Wirdum          | 657      |                                    |
| Wolthusen       | 1956     | 1928 nach Emden eingemeindet       |
| Woltzeten       | 146      |                                    |
| Woquard         | 174      |                                    |
| Wybelsum        | 530      |                                    |

## Landräte
- 1885–1887 Heinrich von Weyhe
- 1887–1889 Tuercke (kommissarisch)
- 1889–1892 Waldemar von Lilienthal
- 1892–1923 Carl von Frese
- 1923–9999 Walter Wüllenweber
- 1923–1932: Walter Bubert (1886–1950)